# باشگاه فوتبال پلاتانیاس
باشگاه فوتبال پلاتانیاس (یونانی: Π. Α. Ε. Πλατανιάς Χανίων) یک باشگاه فوتبال حرفه ای یونانی مستقر در پلاتانیاس، چانیا، یونان بود. این باشگاه میزبان بازی‌های خانگی خود در ورزشگاه شهرداری پریوولیا بود. پلاتانیاس اولین و تا به امروز تنها باشگاهی بود که نماینده چانیا در سوپر لیگ فوتبال یونان بوده‌است و برای شش فصل بین سال‌های ۲۰۱۲ تا ۲۰۱۸ بازی کرد. رنگ‌های آنها قرمز و سفید بود.